# Johanna van Frytom
Johanna van Frytom (Delft, 3 januari 1662 - aldaar, 8 maart 1740) was een Noord-Nederlandse kunstschilder. 
Johanna was een dochter van de Delfts blauw-decorateur Frederik van Frytom en Pauline Stevens Born. Ze vertrok in maart 1697 samen met haar eerste echtgenoot Adriaen van Boeckhout naar Indië. Na hun terugkeer stierf haar man op 12 november 1706. Ze hertrouwde op 7 mei 1707 met Hendrick Claesz Korff. Beide huwelijken waren kinderloos. Johanna bleef tot haar dood in Delft wonen. Aan het eind van haar leven was ze welvarend en woonde in de Choorstraat in Delft, tegenover de Papenstraat. Johanna werd begraven in de Oude Kerk. Haar begrafenis was een plechtige gebeurtenis, met een lange rouwstoet en zestien dragers.
Van 1682 tot 1697 en van 1706 tot 1740 werkte ze als kunstschilder in Delft. Uit de erfenis van haar vader blijkt dat zij portretten van hem en van haarzelf had geschilderd. Voorts schilderde ze historiestukken, en genrevoorstellingen. Er zijn slechts een vijftal schilderijen van Johanna overgeleverd. Een van haar schilderijen, een tafereel met kaartspelers, bevindt zich in een collectie in Stockholm. Daarnaast is er een portret van een vrouw dat in 1830 in Brussel werd verkocht. Er bestaan twee werken, voorstellende Vertumnus en Pomona, van haar hand. Een ervan bevindt zich in het Museum Prinsenhof in Delft.
- Biografisch Portaal: 19232184
- Gemeinsame Normdatei: 1358150680
- Union List of Artist Names: 500084635
- Virtual International Authority File: 96291696